# Weilförmodandena
Inom matematiken är Weilförmodandena några väldigt inflytelserika förmodanden framlagda av André Weil (1949) om lokala zetafunktioner, genererande funktionerna av antalet punkter på en algebraisk varietet över en ändlig kropp.
Weil förmodade att dessa zetafunktioner är rationella funktioner, satisfierar en viss slags funktionalekvation och har vissa restriktioner gällande sina nollställen. De två sista delarna är analoga till funktionalekvationen av Riemanns zetafunktion och den obevisade Riemannhypotesen. Rationaliteten bevisades av Dwork (1960), funktionalekvationen av Grothendieck (1965) och analogin av Riemannhypotesen av Deligne (1974).

## Förmodandena
Låt X vara en icke-singulär n-dimensionell projektiv algebraisk varietet över kroppen Fq med q element. Zetafunktionen ζ(X, s) av X definieras som
{\displaystyle \zeta (X,s)=\exp \left(\sum _{m=1}^{\infty }{\frac {N_{m}}{m}}(q^{-s})^{m}\right)}
där Nm är antalet punkter av X definierade över utvidgningen Fqm av grad m av Fq.
Weilförmodandena lyder:
1. (Rationalitet) ζ(X, s) är en rationell funktion av T = q−s. Mer precist kan ζ(X, s) skrivas som en ändlig alternerande produkt {\displaystyle \textstyle \prod _{i=0}^{2n}P_{i}(q^{-s})^{(-1)^{i+1}}={\frac {P_{1}(T)\dotsb P_{2n-1}(T)}{P_{0}(T)\dotsb P_{2n}(T)}},} där varje Pi(T) är ett heltalspolynom. Vidare är P0(T) = 1 − T, P2n(T) = 1 − qnT, och för  1 ≤ i ≤ 2n − 1 kan Pi(T) faktoriseras över C som {\displaystyle \textstyle \prod _{j}(1-\alpha _{ij}T)} för några tal αij.
2. (Funktionalekvation och Poincarédualitet) Zetafunktionen satisfierar {\displaystyle \zeta (X,n-s)=\pm q^{{\frac {nE}{2}}-Es}\zeta (X,s)} eller ekvivalent {\displaystyle \zeta (X,q^{-n}T^{-1})=\pm q^{\frac {nE}{2}}T^{E}\zeta (X,T)} där E är Eulerkarakteristiken av X. Speciellt är för alla i talen α2n-i,1, α2n-i,2, … en permutation av qn/αi,1, qn/αi,2, ….
3. (Riemannhypotesen) |αi,j| = qi/2 för alla 1 ≤ i ≤ 2n − 1 och alla j. Ur detta följer att alla nollställen av Pk(T) ligger på den "kritiska linjen" av komplexa tal s med reell del k/2.
4. (Bettital) Om X är en (god) "reduktion mod p" av en icke-singulär projektiv varietet Y definierad över en talkropp inbäddad i kroppen av komplexa tal, då är graden av Pi det ith Bettitalet av rummet av komplexa punkter av Y.

## Användningar
- Deligne (1980) bevisade svåra Lefschetzsatsen (en del av Grothendiecks standardförmodanden) genom att använda sitt andra bevis av Weilförmodandena.
- Deligne (1971) hade tidigare bevisat att Ramanujan-Peterssons förmodan följer ur Weilförmodandena.
- Deligne (1974, section 8) använde Weilförmodandena till att bevisa begränsningar för exponentiella summor.

### Allmänna källor
- Artin, Emil (1924), ”Quadratische Körper im Gebiete der höheren Kongruenzen. II. Analytischer Teil”, Mathematische Zeitschrift 19 (1):  207–246, doi:10.1007/BF01181075, ISSN 0025-5874
- Beilinson, A. A.; Bernstein, Joseph; Deligne, Pierre (1982), ”Faisceaux pervers”, Analysis and topology on singular spaces, I (Luminy, 1981), Astérisque, "100", Paris: Société Mathématique de France, s. 5–171
- Deligne, Pierre (1971), ”Formes modulaires et représentations l-adiques”, Séminaire Bourbaki vol. 1968/69 Exposés 347-363, Lecture Notes in Mathematics, "179", Berlin, New York: Springer-Verlag, doi:10.1007/BFb0058801, ISBN 978-3-540-05356-9, http://www.numdam.org/item?id=SB_1968-1969__11__139_0
- Deligne, Pierre (1974), ”La conjecture de Weil. I”, Publications Mathématiques de l'IHÉS (43):  273–307, ISSN 1618-1913, http://www.numdam.org/item?id=PMIHES_1974__43__273_0
- Deligne, Pierre, red. (1977) (på franska), Séminaire de Géométrie Algébrique du Bois Marie — Cohomologie étale (SGA 41⁄2), Lecture notes in mathematics, "569", Berlin: Springer-Verlag, doi:10.1007/BFb0091516, ISBN 978-0-387-08066-6, arkiverad från ursprungsadressen  den 2009-05-15, https://web.archive.org/web/20090515034906/http://modular.fas.harvard.edu/sga/sga/4.5/index.html
- Deligne, Pierre (1980), ”La conjecture de Weil. II”, Publications Mathématiques de l'IHÉS (52):  137–252, ISSN 1618-1913, http://www.numdam.org/item?id=PMIHES_1980__52__137_0
- Deligne, Pierre; Katz, Nicholas (1973), Groupes de monodromie en géométrie algébrique. II, Lecture Notes in Mathematics, Vol. 340, "340", Berlin, New York: Springer-Verlag, doi:10.1007/BFb0060505, ISBN 978-3-540-06433-6
- Dwork, Bernard (1960), ”On the rationality of the zeta function of an algebraic variety”, American Journal of Mathematics (American Journal of Mathematics, Vol. 82, No. 3) 82 (3):  631–648, doi:10.2307/2372974, ISSN 0002-9327
- Freitag, Eberhard; Kiehl, Reinhardt (1988), Étale cohomology and the Weil conjecture, Ergebnisse der Mathematik und ihrer Grenzgebiete (3) [Results in Mathematics and Related Areas (3)], "13", Berlin, New York: Springer-Verlag, ISBN 978-3-540-12175-6
- Grothendieck, Alexander (1960), ”The cohomology theory of abstract algebraic varieties”, Proc. Internat. Congress Math. (Edinburgh, 1958), Cambridge University Press, s. 103–118, http://grothendieckcircle.org/
- Grothendieck, Alexander (1995) [1965], ”Formule de Lefschetz et rationalité des fonctions L”, Séminaire Bourbaki, "9", Paris: Société Mathématique de France, s. 41–55, http://www.numdam.org/item?id=SB_1964-1966__9__41_0
- Grothendieck, Alexander (1972), Groupes de monodromie en géométrie algébrique. I, Lecture Notes in Mathematics, Vol. 288, "288", Berlin, New York: Springer-Verlag, doi:10.1007/BFb0068688, ISBN 978-3-540-05987-5
- Katz, Nicholas M. (1976), ”An overview of Deligne's proof of the Riemann hypothesis for varieties over finite fields”, Mathematical developments arising from Hilbert problems, Proc. Sympos. Pure Math., "XXVIII,", Providence, R. I.: Amer. Math. Soc., s. 275–305
- Katz, Nicholas (2001), ”L-functions and monodromy: four lectures on Weil II”, Adv. Math. 160 (1):  81–132, doi:10.1006/aima.2000.1979, http://www.math.princeton.edu/~nmk/
- Katz, Nicholas M.; Messing, William (1974), ”Some consequences of the Riemann hypothesis for varieties over finite fields”, Inventiones Mathematicae 23:  73–77, doi:10.1007/BF01405203, ISSN 0020-9910
- Kedlaya, Kiran S. (2006), ”Fourier transforms and p-adic `Weil II'”, Compositio Mathematica 142 (6):  1426–1450, doi:10.1112/S0010437X06002338, ISSN 0010-437X
- Kiehl, Reinhardt; Weissauer, Rainer (2001), Weil conjectures, perverse sheaves and l'adic Fourier transform, Ergebnisse der Mathematik und ihrer Grenzgebiete. 3. Folge. A Series of Modern Surveys in Mathematics [Results in Mathematics and Related Areas. 3rd Series. A Series of Modern Surveys in Mathematics], "42", Berlin, New York: Springer-Verlag, ISBN 978-3-540-41457-5
- Kleiman, Steven L. (1968), ”Algebraic cycles and the Weil conjectures”, Dix esposés sur la cohomologie des schémas, Amsterdam: North-Holland, s. 359–386
- Langlands, R. P. (1970), ”Problems in the theory of automorphic forms”, Lectures in modern analysis and applications, III, Lecture Notes in Math, "170", Berlin, New York: Springer-Verlag, s. 18–61, doi:10.1007/BFb0079065, ISBN 978-3-540-05284-5, http://publications.ias.edu/rpl/section/21
- Laumon, G. (1987), ”Transformation de Fourier, constantes d'équations fonctionnelles et conjecture de Weil”, Publications Mathématiques de l'IHÉS (65):  131–210, ISSN 1618-1913, http://www.numdam.org/item?id=PMIHES_1987__65__131_0
- Lefschetz, Solomon (1924) (på French), L'Analysis situs et la géométrie algébrique, Collection de Monographies publiée sous la Direction de M. Emile Borel, Paris: Gauthier-Villars Reprinted in Lefschetz, Solomon (1971), Selected papers, New York: Chelsea Publishing Co., ISBN 978-0-8284-0234-7
- Mazur, Barry (1974), ”Eigenvalues of Frobenius acting on algebraic varieties over finite fields”, i Hartshorne, Robin, Algebraic Geometry, Arcata 1974, Proceedings of symposia in pure mathematics, "29", ISBN 0-8218-1429-X
- Moreno, O. (2001), ”Bombieri-Weil bound”, i Hazewinkel, Michiel, Encyclopedia of Mathematics, Springer, ISBN 978-1556080104
- Rankin, Robert A.; Hardy, G. H. (1939), ”Contributions to the theory of Ramanujan's function τ and similar arithmetical functions. II. The order of the Fourier coefficients of integral modular forms”, Proc. Cambridge Philos. Soc. 35 (3):  357–372, doi:10.1017/S0305004100021101
- Serre, Jean-Pierre (1960), ”Analogues kählériens de certaines conjectures de Weil”, Annals of Mathematics. Second Series (The Annals of Mathematics, Vol. 71, No. 2) 71 (2):  392–394, doi:10.2307/1970088, ISSN 0003-486X
- Serre, Jean-Pierre (1975), ”Valeurs propers des endomorphismes de Frobenius [d'après P. Deligne”], Séminaire Bourbaki vol. 1973/74 Exposés 436–452, Lecture Notes in Mathematics, "431", s. 190–204, doi:10.1007/BFb0066371, ISBN 978-3-540-07023-8, http://www.numdam.org/numdam-bin/item?id=SB_1973-1974__16__190_0
- Verdier, Jean-Louis (1974), ”Indépendance par rapport a ℓ des polynômes caractéristiques des endomorphismes de frobenius de la cohomologie ℓ-adique”, Séminaire Bourbaki vol. 1972/73 Exposés 418–435, Lecture Notes in Mathematics, "383", Springer Berlin / Heidelberg, s. 98–115, doi:10.1007/BFb0057304, ISBN 978-3-540-06796-2, http://www.numdam.org/item?id=SB_1972-1973__15__98_0
- Weil, André (1949), ”Numbers of solutions of equations in finite fields”, Bulletin of the American Mathematical Society 55 (5):  497–508, doi:10.1090/S0002-9904-1949-09219-4, ISSN 0002-9904, http://www.ams.org/bull/1949-55-05/S0002-9904-1949-09219-4/home.html Reprinted in Oeuvres Scientifiques/Collected Papers by André Weil ISBN 0-387-90330-5
- Witten, Edward (1982), ”Supersymmetry and Morse theory”, Journal of Differential Geometry 17 (4):  661–692, ISSN 0022-040X, http://projecteuclid.org/getRecord?id=euclid.jdg/1214437492